# Гагаринский Хутор
Гага́ринский Ху́тор — деревня в Корсаковском районе Орловской области России. Административный центр Гагаринского сельского поселения.

## География
Деревня располагается в небольшой излучине на крутом левом берегу Зуши при впадении в неё реки Грунец, на автодороге Хворостянка — Парамоново.

## Описание
Небольшое крестьянское поселение как административная единица хутор со временем разрослось и имя нарицательное перешло в имя собственное к уже другой административной единице деревне. Деревня стала называться Большой Хутор. Определение «Гагаринский» указывает на принадлежность селения землевладельцам Гагариным. Деревня Хутор в ревизской сказке за 1816 год (7-я ревизия) упомянута как владельческая, принадлежащая малолетнему князю Сергею Сергеевичу Гагарину по разделу с братом его князем Николаем Сергеевичем. На Плане генерального межевания конца XVIII века показана как деревня Хутор, Грунец тож. В 1859 году в селении имелось 78 крестьянских дворов, а в 1915 — 178. Деревня относилась к Косма - Дамиановскому приходу села Перестряж.

## Население
| Годы      | 1816 | 1857 | 1859 | 1915 | 2010 |
| --------- | ---- | ---- | ---- | ---- | ---- |
| Население | 413  | 325  | 620  | 1221 | ↘25  |